# Olga Tjechova

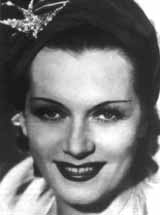
Olga Tjechova

Olga Konstantinovna Tjechova eller Tchechowa (ryska: Ольга Константиновна Чехова), född von Knipper 14 april 1897 i Aleksandropol, Ryssland (numera Gyumri, Armenien), död 9 mars 1980 i München, var en rysk-tysk skådespelare. Hon hade stora framgångar under den nationalsocialistiska eran på 1930-talet. Hon spelade bland annat den kvinnliga huvudrollen i Alfred Hitchcocks  film Mary från 1931 och i filmen Der Choral von Leuthen, även om hon sagt sig föredra komedier.

## Filmografi
- 1921: Schloß Vogelöd
- 1921: Hochstapler
- 1923: Nora
- 1923: Der verlorene Schuh
- 1926: Familie Schikmek
- 1927: Brennende Grenze
- 1927: Der Florentiner Hut
- 1930: Liebling der Götter
- 1930: Kärlek och bensin (Die Drei von der Tankstelle)
- 1930: Mary (Director: Alfred Hitchcock)
- 1932: Friedrich von der Trenck, Roman einer großen Liebe
- 1932: Der Choral von Leuthen
- 1932: Liebelei
- 1934: Regine
- 1934: Die Welt ohne Maske
- 1934: Peer Gynt
- 1934: Maskerad (Maskerade)
- 1935: Lockspitzel Asew
- 1935: Künstlerliebe
- 1935: Die ewige Maske
- 1935: Ein Walzer um den Stephansturm
- 1935/36: Der Favorite der Kaiserin
- 1936: Seine Tochter ist der Peter
- 1936: Petersburger Romanze
- 1936: Burgtheater
- 1936: Hannerl und ihre Liebhaber
- 1937: Unter Ausschluß der Öffentlichkeit
- 1937: Liebe geht seltsame Wege
- 1937: Gewitterflug zu Claudia
- 1937: Die gelbe Flagge
- 1938: Rote Orchideen
- 1939: Die unheimlichen Wünsche
- 1939: Ich verweigere die Aussage
- 1939: Parkstraße 13
- 1939: Bel Ami
- 1939: Befriade händer (Befreite Hände)
- 1940: Angelika
- 1940: Leidenschaft
- 1940: Der Fuchs von Glenarvon
- 1941: Menschen im Sturm
- 1942: Mit den Augen einer Frau
- 1942: Andreas Schlüter
- 1943: Reise in die Vergangenheit
- 1943: Gefährlicher Frühling
- 1943: Der ewige Klang
- 1945: Im Tempel der Venus
- 1949: Eine Nacht im Séparée
- 1950: Kein Engel ist so rein
- 1950: Der Mann, der zweimal leben wollte
- 1950: Maharadscha wider Willen
- 1950: Eine Frau mit Herz
- 1950: Zwei in einem Anzug
- 1950: Aufruhr im Paradies
- 1951: Das Geheimnis einer Ehe
- 1951: Mein Freund, der Dieb
- 1951: Begierde
- 1952: Hinter Klostermauern
- 1953: Alles für Papa
- 1954: Rosen-Resli
- 1954: Rittmeister Wronski
- 1958: U 47 – Kapitänleutnant Prien
- 1963: Jack und Jenny
- 1973: Die Zwillinge vom Immenhof
- 1974: Frühling auf Immenhof